# District de Hanjiang (Putian)
Pour les articles homonymes, voir Hanjiang.
Le district de Hanjiang (涵江区 ; pinyin : Hánjiāng Qū) est une subdivision administrative de la province du Fujian en Chine. Il est placé sous la juridiction de la ville-préfecture de Putian.